# 郭健 (1961年)
郭健（1961年2月—），山西省阳曲县人。中华人民共和国官员，山西广播电视台台长，正厅级干部。

## 生平
据公开简历，郭健拥有大学学历，曾获公共管理硕士学位。1983年12月，郭健在中共阳曲县委办公室开始工作，任秘书组干事。1985年6月，他加入中国共产党。1986年，他调动到共青团山西省委少工委，曾任干事、主任助理、省教育学会理事、办公室副主任。期间曾参加临县胜利坪村扶贫工作队，任副队长。1994年，他改任共青团山西省委青农部部长。1998年赴朔州市挂职，任市长助理。2003年6月挂职结束后，郭健留任朔州市政府市长助理、市政府党组成员，兼任朔州市经济技术开发区党委书记。2006年，他获提拔为副市长级，任中共朔州市平鲁区委书记，2009年又晋为中共朔州市委常委。2009年8月，他不再担任平鲁区委书记，改任中共朔州市委宣传部部长。2012年7月，他被调动到中共山西省委宣传部，任副部长，同时兼任山西省对外宣传办公室、山西省人民政府新闻办公室、山西省互联网信息办公室主任。2014年1月14日，郭健被正式任命为山西广播电视台台长。